# Siderno group
Il Siderno group (in italiano: Gruppo Siderno) oppure Crimine di Siderno  è il nome con cui si identifica un sodalizio criminale della 'Ndrangheta che trafficava in droga, gioco d'azzardo ed estorsioni tra il Canada, l'Australia, gli Stati Uniti e l'Italia.
L'associazione è stata chiamata così poiché molti membri del sodalizio erano originari del paese di Siderno, nella Locride e tutti i distaccamenti negli altri paesi facevano capo ai membri residenti a Siderno.
Le 'ndrine coinvolte nei traffici erano principalmente quelle dei Commisso di Siderno e dei Coluccio, le quali operavano in 3 continenti.

## Sudamerica
Avevano contatti in Bolivia, Venezuela, Brasile, Cile e Perù, e rappresentanti permanenti in Colombia per i rifornimenti di droga.
In Panama e Costa Rica invece si riciclava il denaro.
In Colombia operava Roberto Pannunzi, arrestato a Medellín nel 1994.

## Canada
In Canada, nella Greater Toronto Area operavano i Coluccio, i Tavernese, i DeMaria, i Figliomeni, i Ruso, e i Commisso.
I capi risiedevano sia in Calabria che in Canada.
Dalla nascita dell'organizzazione in 1962 fino al 1980, il traffico di droga canadese veniva gestito da Michele "Mike" Racco, sin da quando emigra negli anni '50 da Siderno in Ontario. Un rapporto di notizie del 2010 affermava che c'erano sette capi della 'ndrangheta nella Greater Toronto Area, alcuni della Camera di controllo.

## Australia
In Australia, infine, si trafficava in droga e armi, vi erano esponenti dei Musitano, dei Commisso, dei Papalia, dei Sergi e dei D'Agostino.
Per l'Australia era presente anche Giuseppe Macrì (nato a Siderno il 15 novembre 1938) arrestato nel novembre 1983 insieme a Giovanni Nirta, Paolo Alvaro e Antonio Franco per coltivazione di cannabis.

## Storia
Il gruppo nacque da Michele Racco, spinto da Antonio Macrì, capobastone di Siderno, il quale si trasferì in Canada negli anni '50 del secolo scorso.
Il periodo d'oro dell'organizzazione fu raggiunto tra gli anni settanta e ottanta.
Il 22 luglio 1990 ad Ardore Marina si svolse una riunione tra esponenti di livello internazionale della 'Ndrangheta, tra cui Domenico Sergi per l'Australia, Vincenzo Trento per il Canada, e Eliseo Lazzarino per il Belgio e da Anthony Cipriani di Terranova Sappo Minulio (RC) (arrestato una volta in Australia il 21 agosto del 1984) per trafficare in eroina. Quest'ultimo si muoveva tra Regno Unito, Svizzera e Paesi Bassi probabilmente per fini di riciclaggio.
Nel 2005 con l'operazione Siderno group è stato arrestato in Canada il capobastone Antonio Commisso.
Nel 2008 viene arrestato Giuseppe Coluccio.